# Sennan Fielding
Sennan Fielding (ur. 14 listopada 1995 w Chesterfield) – brytyjski kierowca wyścigowy.

## Biografia
Karierę sportową rozpoczął w 2006 roku od startów w kartingu. Rok później wygrał mistrzostwa WTP Cadet. W 2011 roku zadebiutował w wyścigach samochodów jednomiejscowych, rywalizując w Ginetta Junior Championship. Rok później został wicemistrzem serii. W sezonie 2013 rozpoczął rywalizację w Formule 4 BRDC. Rok później zajął w Formule 4 BRDC oraz we Trofeum Włoskiej Formuły 4 czwarte miejsce w klasyfikacji końcowej. W 2015 roku zadebiutował w Brytyjskiej Formule 4. Rok później wygrał pięć wyścigów i zdobył wicemistrzostwo. W sezonie 2018 rozpoczął starty w serii British GT Championship. Sezon 2019 zakończył na siódmym miejscu w klasyfikacji.